# Falsoropica javaensis
Falsoropica javaensis là một loài bọ cánh cứng trong họ Cerambycidae.